# IAI Mosquito
Le IAI Mosquito est un micro-drone produit par IAI Malat. Sa masse au décollage est de 500 g. Il fait 30 cm de long pour 40 d'envergure. Il peut voler jusqu'à 100 m pendant 1 heure.